# Super Cup (India)
La Hero Super Cup è un torneo calcistico Indiano per squadre di club maschili.

## Storia
Il 19 febbraio 2018, l'AIFF ha annunciato la creazione della Hero Super Cup in sostituzione della Hero Federation Cup soppressa nel 2017.. Le qualificazioni per il torneo inaugurale iniziarono il 15 marzo e si conclusero il 16 marzo 2018. Il torneo vero e proprio iniziò il 31 marzo e si concluse con la finale il 20 aprile 2018. Il Bengaluru è diventata la prima squadra vincitrice dell'edizione inaugurale del torneo. Nel 2019 il Goa, vince la seconda edizione del Super Cup, mentre l'edizione del 2020 che doveva essere la terza, è stata annullata a causa della Pandemia di COVID-19 del 2020 in India. L'edizione del 2021 è stata sospesa a causa degli impegni della nazionale indiana per le qualificazioni ai mondiali 2022.

## Formula del torneo
La Super Cup è un torneo di calcio a eliminazione diretta. Le prime sei squadre dei due migliori campionati di calcio professionistico in India, l'Indian Super League e la I-League, si qualificano direttamente per il round principale della competizione. I quattro club inferiori di ogni lega partecipano al turno di qualificazione per completare le 16 squadre che partecipano alle fasi finali.

## Albo d'oro
- 2018:  Bengaluru (1)
- 2019:  FC Goa (1)
- 2020: Edizione annullata
- 2021: Non disputata
- 2022: Non disputata
- 2023:  Odisha (1)
- 2024:  East Bengal (1)
- 2025:  FC Goa (2)

### Vittorie per squadra
| Vittorie | Squadra     | Anno vittorie |
| -------- | ----------- | ------------- |
| 2        | FC Goa      | 2019, 2025    |
| 1        | Bengaluru   | 2018          |
| 1        | Odisha      | 2023          |
| 1        | East Bengal | 2024          |

## Vincitori della classifica marcatori
| Anno        | Nazione             | Giocatore         | Squadra       | Reti          |
| ----------- | ------------------- | ----------------- | ------------- | ------------- |
| 2018        | India (bandiera)    | Sunil Chhetri     | Bengaluru     | 6             |
| 2019        | Spagna (bandiera)   | Ferran Corominas  | FC Goa        | 5             |
| 2020 - 2022 | Non assegnato       | Non assegnato     | Non assegnato | Non assegnato |
| 2023        | Colombia (bandiera) | Wilmar Jordán Gil | NorthEast Utd | 7             |
| 2024        | Brasile (bandiera)  | Cleiton Silva     | East Bengal   | 5             |
| 2025        | Spagna (bandiera)   | Borja Herrera     | FC Goa        | 4             |